# Gogoșu
Gogoșu es una comuna ubicada en el distrito de Mehedinți, Rumania.

## Superficie
Cuenta con una superficie de 121,2 kilómetros cuadrados.

## Demografía
Hasta 2021 la población era de 3910 habitantes, con una densidad de población de 32,25 habitantes por kilómetro cuadrado.
| Gráfica de evolución demográfica de Gogoșu entre 1992 y 2021                         |
|                                                                                      |
| Datos según City Population y Population statistics of Eastern Europe & former USSR. |